# ليلى بوقعيقيص
ليلى طاهر بوقعيقيص (بالإنجليزية: Laila Bugaighis)‏ طبيبة ليبية وناشطة في مجال حقوق الإنسان. هي المدير التنفيذي ونائب المدير العام السابق لمركز بنغازي الطبي، وهو واحد من مشافي الرعاية الثالثة في ليبيا.  مؤسس ورئيس اللجنة الوطنية للحماية من العنف، وهي جزء من وزارة الصحة بالمجلس الوطني الانتقالي. وعضو في اللجنة العلمية للصحة الإنجابية في ليبيا، ومؤسس مشارك للمنظمة غير الحكومية السياسية «التوافق الوطني». 

## سيرتها الشخصية
درست بوقعيقص الطب في جامعة بنغازي.  وهي مستشارة أمراض النساء والتوليد وعضو في الكلية الملكية لأطباء النساء والتوليد. ناشطة في مجال حقوق المرأة، دعت إلى تطبيق قانون بشأن مشاركة المرأة في السياسة الليبية، معتقدًة أن ذلك «سيقلل من فرص حصول المرأة ذات المؤهلات المناسبة على مقاعد في البرلمان». دعت إلى توفير حماية قانونية أكبر لضحايا العنف المنزلي، والوصول إلى الإجهاض في حالات الاغتصاب، وإصلاح قانون الأسرة في البلاد. 
هي أخت وفاء بوقعيقص، السفيرة الليبية لدى الولايات المتحدة.  ابنة عمها هي سلوى بوقعيقص، الناشطة الليبية في مجال حقوق الإنسان التي اغتيلت في عام 2014. 

## عملها الجامعي
زائرة مميزة في معهد أونيل للقانون الوطني والعالمي للصحة في قانون جورج تاون.  تلقي خطابات بانتظام في جامعات الولايات المتحدة.  